# Shohreh Aghdashloo
Shohreh Aghdashloo (en persan : شهره آغداشلو), née Shohreh Vaziri-Tabar, le 11 mai 1952 à Téhéran, (Iran), est une actrice irano-américaine.

## Biographie
Shohreh Aghdashloo est née le 11 mai 1952 à Téhéran, Iran, dans une riche famille.
Ses parents sont Anushiravan Vaziri-Tabar et Effie Vaziri-Tabar (née al-Sadat). Elle a trois frères, Shahram, Shahriar and Shahrokh Vaziri-Tabar.

### Vie privée
En 1972, à l'âge de 19 ans, elle épouse Ayden Aghdashloo, un célèbre peintre iranien. Ils divorcent en 1980.
En 1987, elle se remarie avec l'acteur et dramaturge Houshang Touzie. Ils ont eu une fille, Tara Touzie, née en 1989.
Elle avait déjà joué dans plusieurs pièces de Touzie, avec succès sur la scène au niveau national et international.

## Carrière
Contre l'avis de sa famille, elle se lance l'année suivante dans une carrière théâtrale qui lui vaut notamment de jouer un répertoire contemporain, celui d'Edward Bond (la pièce Route étroite vers le grand Nord) ou de Yukio Mishima (la pièce Madame de Sade).
En 1976, elle se voit proposer son premier rôle de cinéma dans le film Shatranj-e baad (L'Échiquier du vent), premier film de Mohammad Reza Aslani. Mais après une avant-première ratée techniquement, le film n'est plus projeté et il est même interdit après la révolution. Considéré comme perdu, il est retrouvé en 2015, restauré, et ressort en salles.
C'est son second film, Le Rapport d'Abbas Kiarostami, qui la fait connaître. Le film remporte le prix des critiques au festival international du film de Moscou.
En 1978, Cœurs brisés du cinéaste Ali Hatami, la consacre comme une des grandes vedettes du cinéma iranien.

### Exil
Dès la révolution iranienne de 1979, Shohreh Aghdashloo quitte l'Iran pour Windermere, Cumbria, Angleterre. Son départ entraîne son divorce, son mari faisant le choix de rester et de continuer sa carrière de peintre en Iran.
Elle décide de poursuivre ses études en s'inscrivant à l'université Brunel, où elle obtient sa licence en relations internationales. Entre-temps, elle suit sa carrière d'actrice qui l'amène à Los Angeles.

### Carrière américaine et internationale
Shohreh Aghdashloo joue dans son premier film américain au début de 1989 comme vedette invitée dans Guests Of Hotel Astoria. Sa carrière pour la télévision débute en 1990 avec le rôle de vedette invitée le 25 septembre dans l'épisode en deux parties de la série télévisée de la NBC, Matlock, intitulé Impasse. Aghdashloo joue le rôle d'une vendeuse du nom de Shohreh.
Elle retourne à la télévision américaine trois ans plus tard comme vedette invitée dans la série de comédie populaire Martin. Dans l'épisode du 1er avril 1993, elle interprète le personnage de Malika. La même année, elle apparaît dans son second film américain, Twenty Bucks, dans le rôle de Ghada Holiday.
En 2000, après sept ans d'absence, Shohreh Aghdashloo tourne dans un film acclamé par la critique Surviving Paradise[réf. nécessaire]. La même année, elle tourne dans Maryam (dans lequel elle incarne Mrs. Armin). Après son apparition dans le rôle d'une actrice exilée dans America So Beautiful en 2001, Aghdashloo fait son coup de maître en 2003 dans son rôle avec Ben Kingsley et Jennifer Connelly dans le film du réalisateur Vadim Perelman, House of Sand and Fog, qui lui vaut non seulement une nomination aux Oscars pour le meilleur rôle secondaire féminin, mais aussi plusieurs prix récompensant la meilleure actrice dans un second rôle : Los Angeles Film Critics Association Award, New York Film Critics Circle Award, Online Film Critics Society Award ou Independent Spirit Award.
À la suite de cette performance, elle reçoit des critiques favorables pour ses 12 épisodes de la saison 4 de la série de la chaîne Fox, 24 heures chrono, dans le rôle de Dina Araz, une mère et femme au foyer musulmane terroriste cachée à Los Angeles. Ce scénario a soulevé des controverses dans la communauté irano-américaine et musulmano-américaine. Dans une entrevue avec le magazine Time, Aghdashloo affirme qu'au départ malgré sa réticence à appuyer le stéréotype de musulmans terroristes, la fermeté du personnage et la complexité du rôle l'ont convaincue de l'accepter. Jonathan Ahdout joue le rôle de son fils, à la fois dans House of Sand and Fog, et dans la série télévisée 24 heures chrono.
Elle apparaît dans le rôle d'actrice invitée dans deux shows différents de NBC qui sont diffusés le même soir, le 23 mars 2006 : Cowboys and Iranians (Sans scrupules), épisode de la comédie Will et Grace, où elle joue le rôle d'une designer d'intérieur débutante dont Grace découvre qu'elle est une Juive comme elle, alors qu'elle voulait engager une Iranienne musulmane ; et dans Lost in America (Perdus en Amérique), épisode du drame médical de la série Urgences, d'une mère courageuse qui perd sa fille dans la salle d'anesthésie. Sa propre fille joue le rôle de la jeune enfant (Vanessa).
Après trois rôles au cinéma en 2006, dont une apparition dans le film X-Men : L'Affrontement final, elle décroche le rôle de Charlie dans la série Dossier Smith (2006-2007), la série est arrêtée au bout de sept épisodes.
En 2008, elle joue le rôle de Sadjida Talfah, la première épouse de Saddam Hussein, dans la mini-série House of Saddam sur HBO. Pour son interprétation elle reçoit un Emmy Award.
La même année, elle est membre du jury lors du 2e Festival du film iranien de Noor (en). En 2013, elle y reçoit un prix pour l'ensemble de sa carrière.
À partir de 2015, elle joue le rôle de Chrisjen Avasarala, sous-secrétaire adjointe des Nations-Unies, dans la série de science-fiction The Expanse sur Syfy (2015-2018) puis Prime Video (2019-2023). Une cinquième saison a été diffusée fin 2020 et une sixième l'année suivante : ce rôle constitue sa plus longue présence à ce jour sur les écrans.
En 2017, elle est membre du jury du festival de télévision de Monte-Carlo.

## Filmographie

### Cinéma

#### Longs métrages

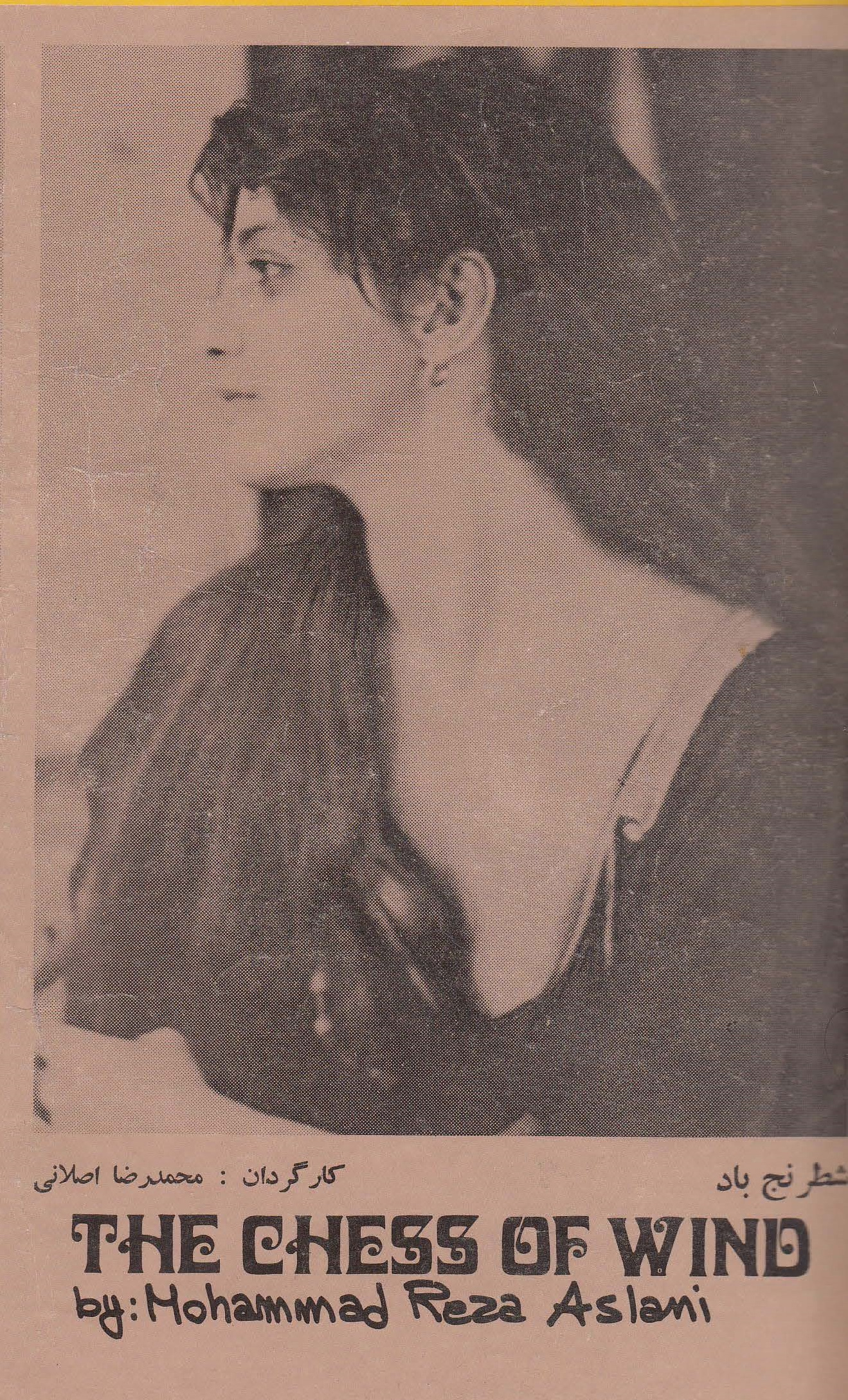
Shohreh Aghdashloo dans L'Échiquier du vent (Shatranj-e baad) en 1976.

- 1976 : L'Échiquier du vent (Shatranj-e baad) de Mohammad Reza Aslani : la servante
- 1977 : Le Rapport (Gozāresh) d'Abbas Kiarostami : l'épouse
- 1978 : Sooteh-Delan d'Ali Hatami : Aghdas
- 1989 : Guests of Hotel Astoria de Reza Allamehzadeh : Pori Karemnia
- 1991 : Raha de Farrokh Majidi : Raha
- 1993 : Twenty Bucks de Keva Rosenfeld : Ghada Holiday
- 2000 : Surviving Paradise de Kamshad Kooshan : Pari
- 2001 : America So Beautiful de Babak Shokrian : l'actrice en exil
- 2002 : Maryam de Ramin Serry : Homa Armin
- 2003 : House of Sand and Fog de Vadim Perelman : Nadi
- 2005 : L'Exorcisme d'Emily Rose (The Exorcism of Emily Rose) de Scott Derrickson : Dr Sadira Adani
- 2005 : Babak et ses amis (Babak & Friends : A first Norooz) de Dustin Ellis : Farah (voix)
- 2006 : X-Men : L'Affrontement final (X-Men : The Last Stand) de Brett Ratner : Dr Kavita Rao
- 2006 : Entre deux rives (The Lake House) d'Alejandro Agresti : Dr Anna Klyczynski
- 2006 : La Nativité (The Nativity Story) de Catherine Hardwicke : Élisabeth
- 2006 : American Dreamz de Paul Weitz : Nazneen Riza
- 2008 : Quatre Filles et un jean 2 (The Sisterhood of the Traveling Pants 2) de Sanaa Hamri : Pr Nasrin Mehani
- 2008 : La Lapidation de Soraya M. (The Stoning of Soraya M.) de Cyrus Nowrasteh : Zahra
- 2009 : The No Game de Sherry Hormann : tante Laila
- 2011 : Folie meurtrière (On the Inside) de D. W. Brown : Dr Lofton
- 2012 : La Drôle de vie de Timothy Green (The Odd Life of Timothy Green) de Peter Hedges : Evette Onat
- 2013 : Percy Jackson : La Mer des monstres (Percy Jackson: Sea of Monsters) de Thor Freudenthal : l'Oracle (voix)
- 2014 : Rosewater de Jon Stewart : Moloojoon
- 2015 : L'Honneur des guerriers (Last Knights) de Kazuaki Kiriya : Maria
- 2015 : Insurrection (Septembers of Shiraz) de Wayne Blair : Habibeh
- 2016 : La Promesse (The Promise) de Terry George : Marta Boghosian
- 2016 : Star Trek : Sans limites (Star Trek Beyond) de Justin Lin : le contre-amiral Paris
- 2016 : Window Horses (Window Horses : The Poetic Epiphany of Rosie Ming) d'Ann Marie Fleming : Mehrnaz (voix)
- 2018 : A Simple Wedding de Sara Zandieh : Ziba Husseini
- 2019 : The Cuban de Sergio Navarretta : Bano Ayoub
- 2020 : Run Sweetheart Run de Shana Feste : Blue Ivy
- 2021 : S.O.S Fantômes : L'Héritage (Ghostbusters : Afterlife) de Jason Reitman : Gozer (voix)
- 2023 : Renfield de Chris McKay : Bellafrancesca Lobo
- 2024 : La Demoiselle et le Dragon (Damsel) de Juan Carlos Fresnadillo : le dragon (voix)

#### Courts métrages
- 2002 : Possessed de Shirin Neshat : La femme
- 2002 : Pulse de Shirin Neshat : La femme
- 2013 : Silk de Catherine Dent : Rani
- 2014 : Still Here d'Iman Nazemzadeh : Farzaneh

### Télévision

#### Séries télévisées
- 1990 : Matlock : la vendeuse
- 1990 : Nick Mancuso: Les dossiers secrets du FBI (Nick Mancuso : FBI) : Miriam
- 1993 : Martin : Malika
- 2005 : 24 heures chrono (24) : Dina Araz
- 2006 : Urgences (ER) : Riza Kardatay
- 2006 : Will et Grace (Will & Grace) : Pam
- 2006-2007 : Dossier Smith (Smith) : Charlie
- 2007 : Grey's Anatomy : Dr Helen Crawford
- 2008 : House of Saddam: Sadjida Talfah
- 2008 : Les Simpson (The Simpsons) : Mina (voix)
- 2009 : Flashforward : Nhadra Udaya
- 2011 : New York, unité spéciale (Law and Order : Special Victims Unit) : inspecteur Saliyah "Sunny" Qadri (saison 12, épisode 14)
- 2011 : Dr House (House M. D.) : Afsoun Hamidi
- 2011 : NCIS : Enquêtes spéciales (NCIS) : Mariam Bawali
- 2012 : Portlandia : Nelofar Jamshidi
- 2012 : Mob Doctor (The Mob Doctor) : Dr Lauren Baylor
- 2013 : Grimm : Stefania Vaduva Popescu
- 2014 : Believe : Mme Delkash
- 2014 : Bones : Azita Vaziri
- 2014 : Scorpion : Dr Cassandra Davis
- 2015 : Elementary : Liliane Bellerose
- 2015-2022 : The Expanse : Chrisjen Avasarala, la sous-secrétaire générale adjointe des Nations unies
- 2017 : The Punisher : Farah Madani
- 2019 : La Garde du Roi lion (The Lion Guard) : Reine Janna (voix)
- 2019 : Impulse : Fatima
- 2021 : Arcane : Grayson
- 2022 : The Flight Attendant : Brenda
- 2023 : Mrs Davis : Mary
- 2025 : La Roue du Temps : Elaida a'Roihan

#### Téléfilms
- 2004 : Secret Service (The Secret Service) de Clark Johnson : Lila Ravan
- 2016 : Pearl de Jim Field Smith : Arlene

### Jeux vidéos
- 2010 : Mass Effect 2 : Shala'Raan vas Tonbay (voix)
- 2012 : Mass Effect 3 : Shala'Raan vas Tonbay (voix)
- 2014 : Destiny : Lakshmi-2 (voix)
- 2017 : Destiny 2 : Lakshmi-2 (voix)
- 2020 : Assassin's Creed Valhalla : Roshan (voix)
- 2023 : Assassin's Creed Mirage : Roshan (voix)

## Distinctions

### Récompenses
- 61e cérémonie des Golden Globes 2004 : Meilleure actrice dans un second rôle ans un drame pour House of Sand and Fog (2003)
- House of Sand and Fog 2007 : Lauréate du Trophée pour l'ensemble de sa carrière
- TheWIFTS Foundation International Visionary Awards 2009 : Lauréate du Trophée pour son accomplissement humanitaire.
- Noor Iranian Film Festival 2013 : Lauréate du Trophée Reza Badiyi pour l'ensemble de sa carrière.
- Windsor International Film Festival 2019 : Lauréate du Trophée WIFF Spotlight.

### Nominations
- 76e cérémonie des Oscars 2004 : Meilleure actrice dans un second rôle dans un drame pour House of Sand and Fog (2003).